# Thomas Elavanal
Thomas Elavanal MCBS (* 28. März 1950 in Mutholi) ist Bischof von Kalyan. 

## Leben
Thomas Elavanal trat der Ordensgemeinschaft der Missionary Congregation of the Blessed Sacrament bei und empfing am 22. Dezember 1975 die Priesterweihe. Papst Benedikt XVI. ernannte ihn am 11. November 1996 zum Bischof von Kalyan. 
Der Apostolische Administrator von Ernakulam, Varkey Vithayathil CSsR, weihte ihn am 8. Februar des nächsten Jahres zum Bischof; Mitkonsekratoren waren Jacob Thoomkuzhy, Erzbischof von Trichur, und Paul Chittilapilly, Bischof von Thamarasserry.